# Nördliche Auffahrtsallee
Die Nördliche Auffahrtsallee ist eine Innerortsstraße im Stadtbezirk Neuhausen-Nymphenburg (Nr. 9) von München.

## Verlauf

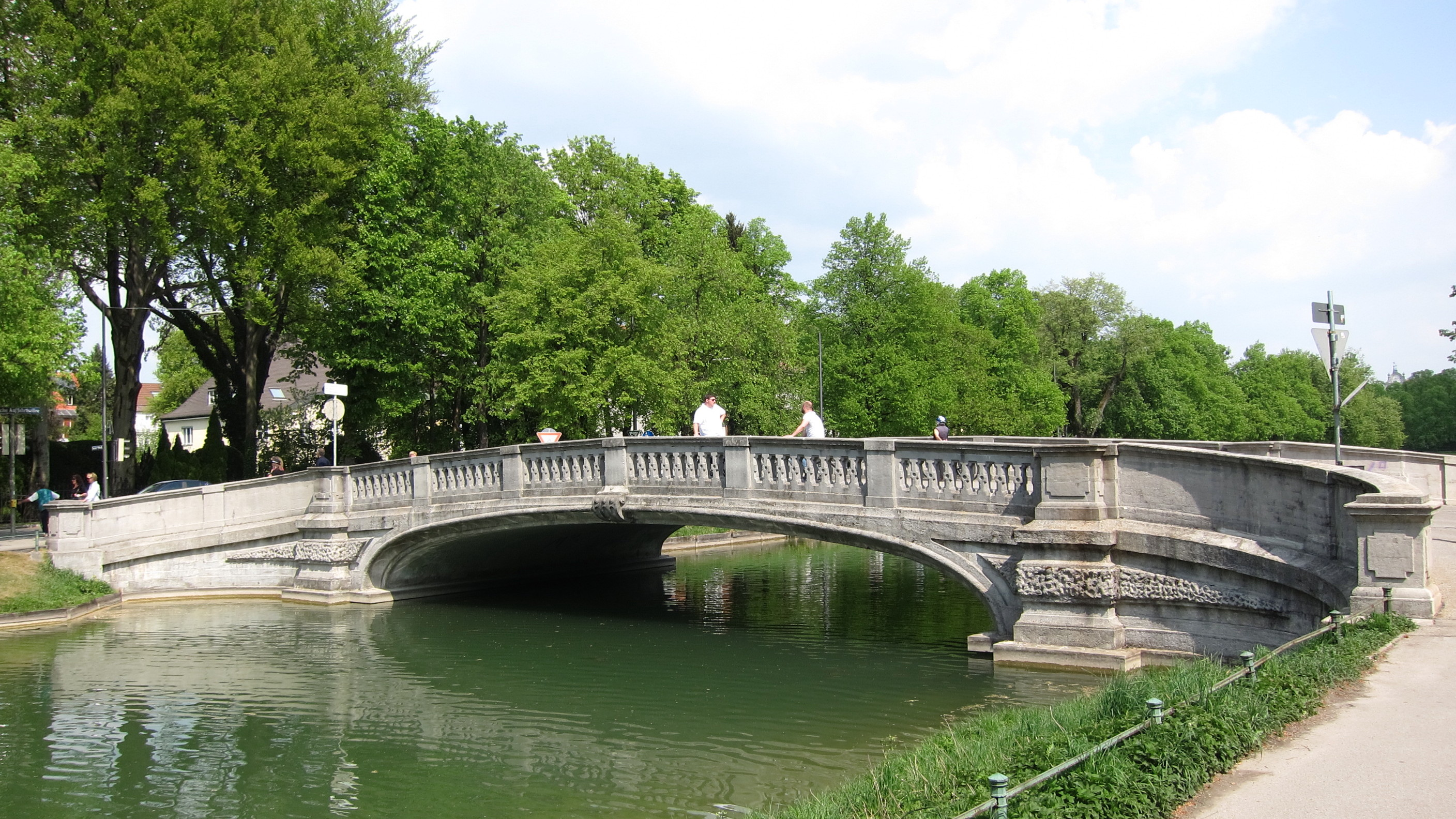
Die Gerner Brücke

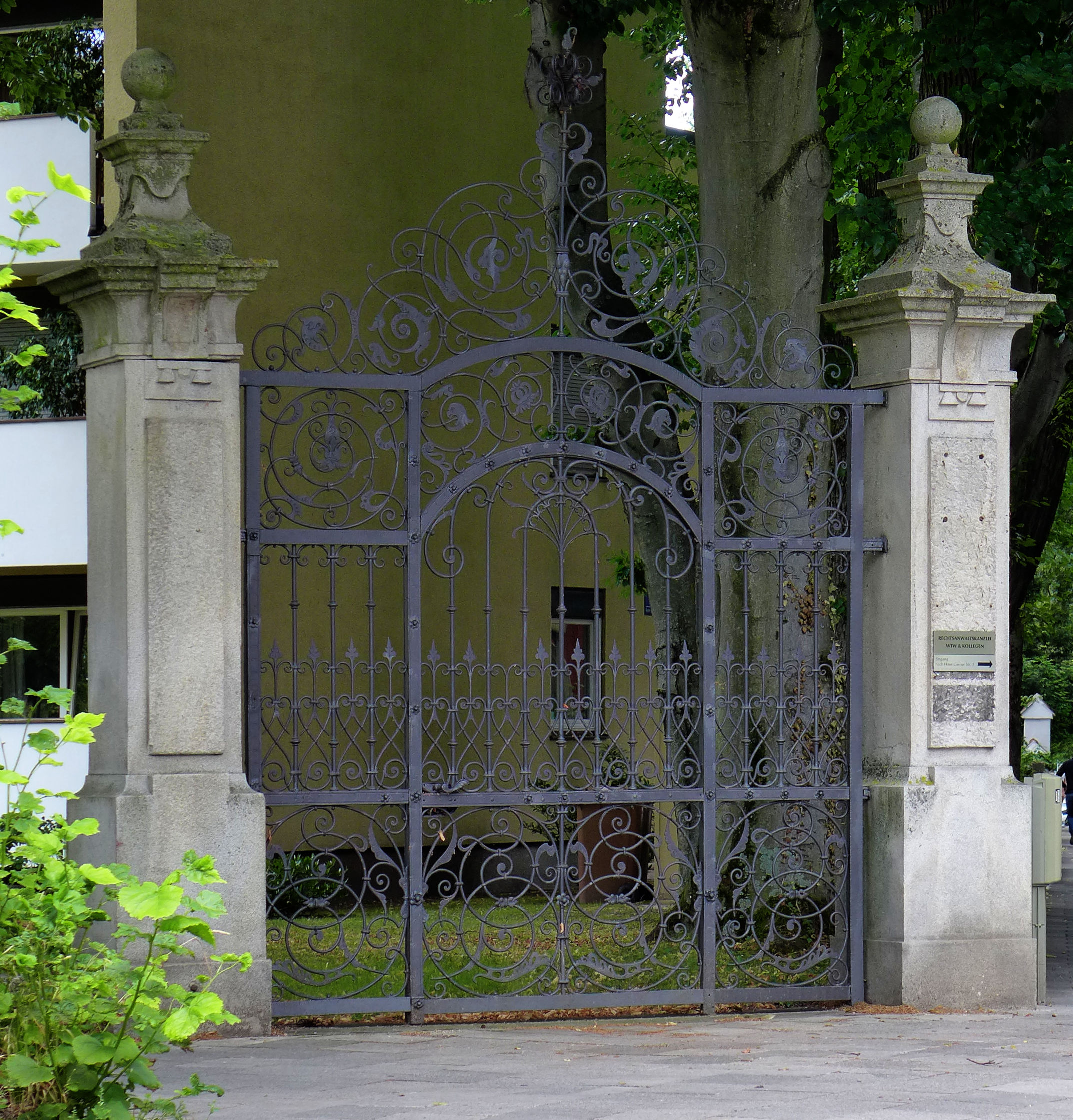
Neubarocke Torpfeiler an der Ecke zur Gerner Straße

Die Straße setzt auf der Höhe des Nordflügels des Waisenhauses von der Waisenhausstraße beim Hubertusbrunnen an die vom Dom-Pedro-Platz kommende Sankt-Galler-Straße nach Westen fort, führt nördlich am beckenartigen Ostende des Schlosskanals entlang und folgt dann nördlich dem Schlosskanal, der im Winter gerne zum Eisstockschießen benutzt wird, in Richtung auf das Schloss Nymphenburg. Ihr Pendant ist auf der Südseite des Kanals die Südliche Auffahrtsallee. Bis zur Einmündung der Gerner Straße liegt nördlich die Villenkolonie Gern (geschütztes Ensemble E 1-62-000-18), zu der die den Kanal kreuzende Gerner Brücke (für Motorverkehr gesperrt) führt. Von der Allee zweigt neben anderen die nach Norden führende Nederlinger Straße ab. Die Allee kreuzt bei der den Kanal querenden Ludwig-Ferdinand-Brücke die Menzinger Straße, die in Fortsetzung der vom Romanplatz kommenden Notburgastraße eine wichtige Ein- und Ausfallstraße als Teil der Verbindung von der Innenstadt zur Bundesautobahn 8 (West) bildet und in der die Straßenbahnlinie 16 verläuft. Die Nördliche Auffahrtsallee setzt sich nach Westen dem Kanal entlang bis zum Schlosspark Nymphenburg fort; am Bassin im Auffahrtsrondell geht sie in das Nördliche Schlossrondell über.

## Geschichte
Die Nördliche wie die Südliche Auffahrtsallee folgen dem erst unter Kurfürst Karl Albrecht, dem späteren Kaiser Karl VII. (HRR) in den Jahren 1728–30 angelegten Schlosskanal, der als Achse für eine geplante, aber nicht verwirklichte Karlstadt dienen sollte. Die Ludwig-Ferdinand-Brücke wurde 1892 errichtet, werden, die Gerner Brücke 1897.

## Öffentlicher Verkehr
Auf der Straße verkehren keine öffentlichen Verkehrsmittel. Die Erschließung erfolgt von der Nymphenburger Straße (Straßenbahnlinie 12, Haltestelle Neuhausen) und der Notburgastraße (Linie 16, Haltestelle Nymphenburg) sowie vom U-Bahnhof Gern in der Waisenhausstraße.

## Namensgeber
Die Straße ist nach ihrer Lage auf der Nordseite des Schlosskanals benannt.

## Denkmalgeschützte Häuser
- Nr. 19: Villa, erbaut 1890, 1922 von Richard Berndl in barockisierenden Formen umgebaut und erweitert (Denkmalliste D-1-62-000-4783), mit neubarocken Torpfeilern, um 1900, an der Ecke zur Gerner Straße
- Nr. 20/21: Doppelvilla, Neurenaissance, Ende 19. Jahrhundert (Denkmalliste D-1-62-000-4784)
- Nr. 22: Villa, historisierend, um 1910 (Denkmalliste D-1-62-000-4786)
- Nr. 24/25: Villa, historisierend, 905 von Paul Böhmer, mit Kratzputzdekor von Siegmund von Suchodolski (Denkmalliste D-1-62-000-4787)
- Nr. 26/27/28: Reihenhausgruppe, zweigeschossige historisierende Bauten mit Giebelaufsätzen, Vorbauten und Balkons, 1906/07 von Paul Böhmer (Denkmalliste D-1-62-000-4789)
- Nr. 61: malerisches Mietshaus, dreigeschossiger rechtwinkliger Neubarockbau mit Mansardwalmdach und Erkertürmchen, um 1900; Gruppe mit Stievestraße 1 und 3 (Denkmalliste D-1-62-000-4790)
- Nr. 62: Mietshaus, dreigeschossiger Neurenaissancebau in Ecklage mit Mansardwalmdach, Risalit und Kastenerker, um 1900, mit Vorgartenzaun an der Pilarstraße (Denkmalliste D-1-62-000-4791)
- Nr. 63: Mietshaus, dreigeschossiger Neurenaissance-Eckbau mit Mansardwalmdach, Kastenerker und Balkons, bezeichnet 1901; mit Einfriedung, gleichzeitig (Denkmalliste D-1-62-000-4792)
- Nr. 64: Mietshaus, dreigeschossiger barockisierender Jugendstilbau mit Mansardwalmdach und turmartiger Eckausbildung, südlich dreigeschossiger Vorbau mit Balustrade, um 1900; mit Einfriedung, gleichzeitig; Pendant zu Nr. 65, bildet eine symmetrische Gruppe (Denkmalliste D-1-62-000-4793)
- Nr. 65: Mietshaus, dreigeschossiger barockisierender Jugendstilbau mit Mansardwalmdach und turmartiger Eckausbildung, südlich dreigeschossiger Vorbau mit Balustrade, um 1900; mit Einfriedung, gleichzeitig; Pendant zu Nr. 64, bildet eine symmetrische Gruppe (Denkmalliste D-1-62-000-4794)
- Nr. 66: Mietshaus, dreigeschossiger Neurenaissancebau mit Mansarddach, um 1870 (Denkmalliste D-1-62-000-4795)
- Nr. 67: Wohn- und Geschäftshaus, zweigeschossiger Mansarddachbau, 18./19. Jahrhundert (Denkmalliste D-1-62-000-4796)
- Nr. 69: Gasthaus Metzgerwirt, zweigeschossiges Walmdachhaus, 18. Jahrhundert (Denkmalliste D-1-62-000-4798)

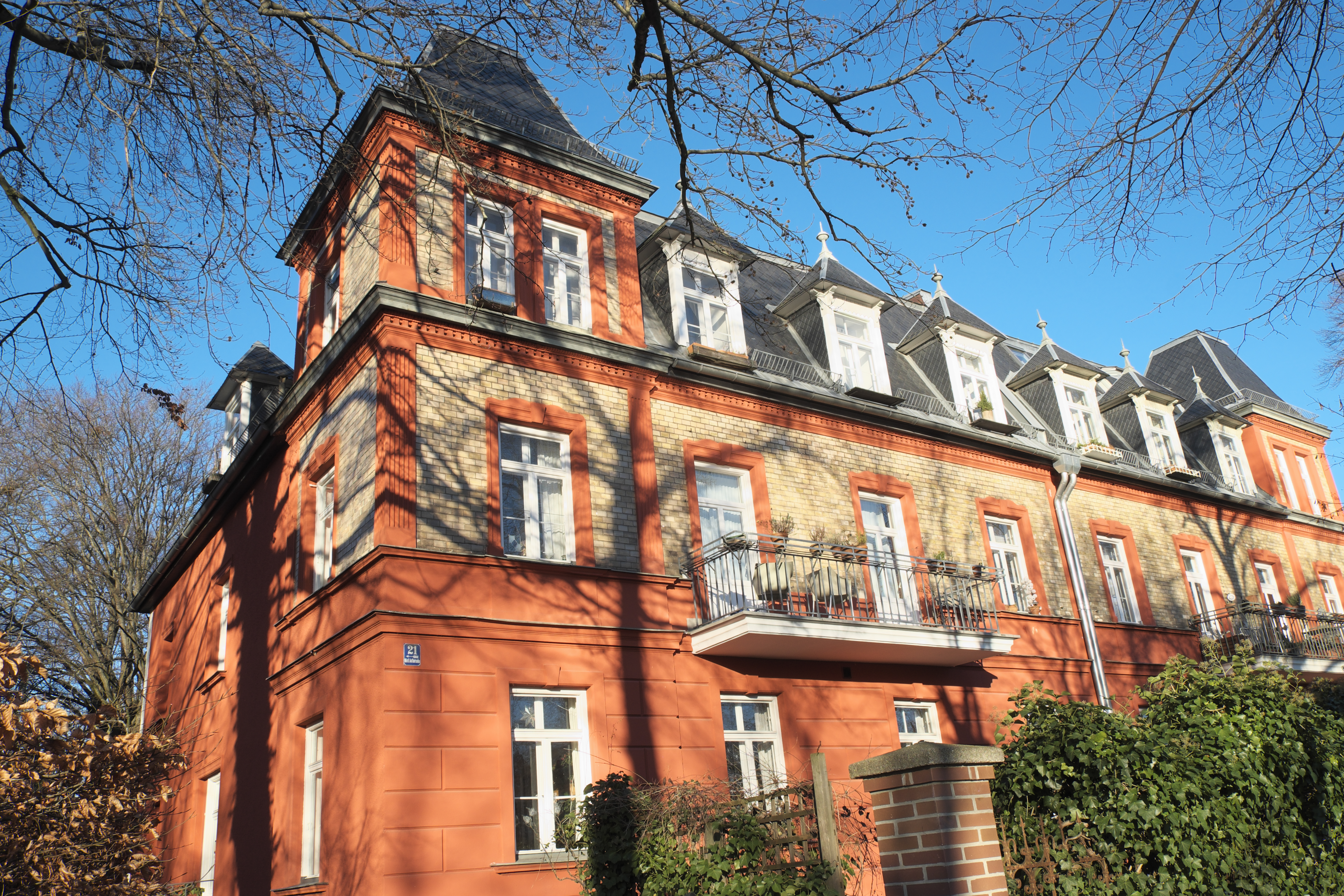
Nördliche Auffahrtsallee 20/21
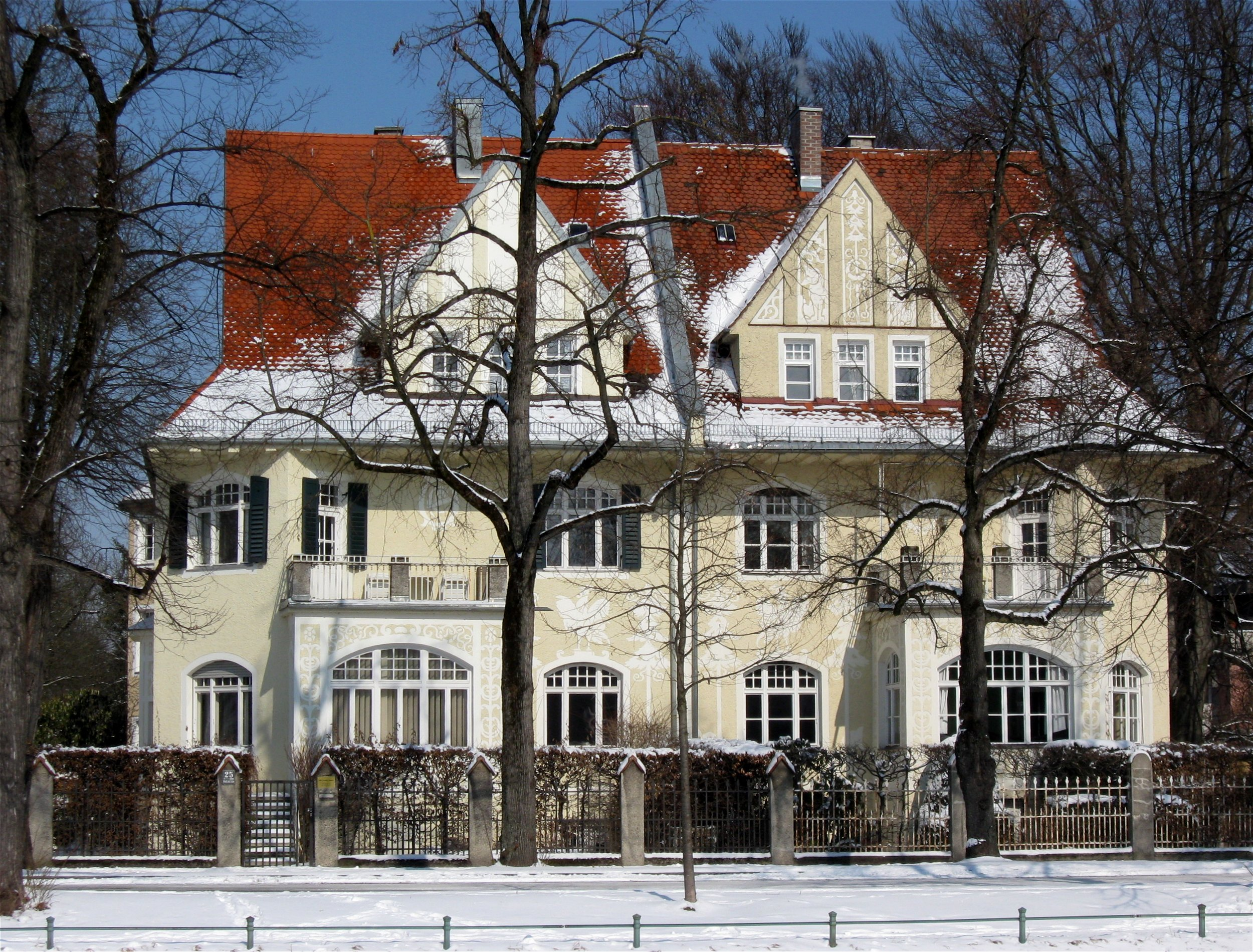
Nördliche Auffahrtsallee 24/25
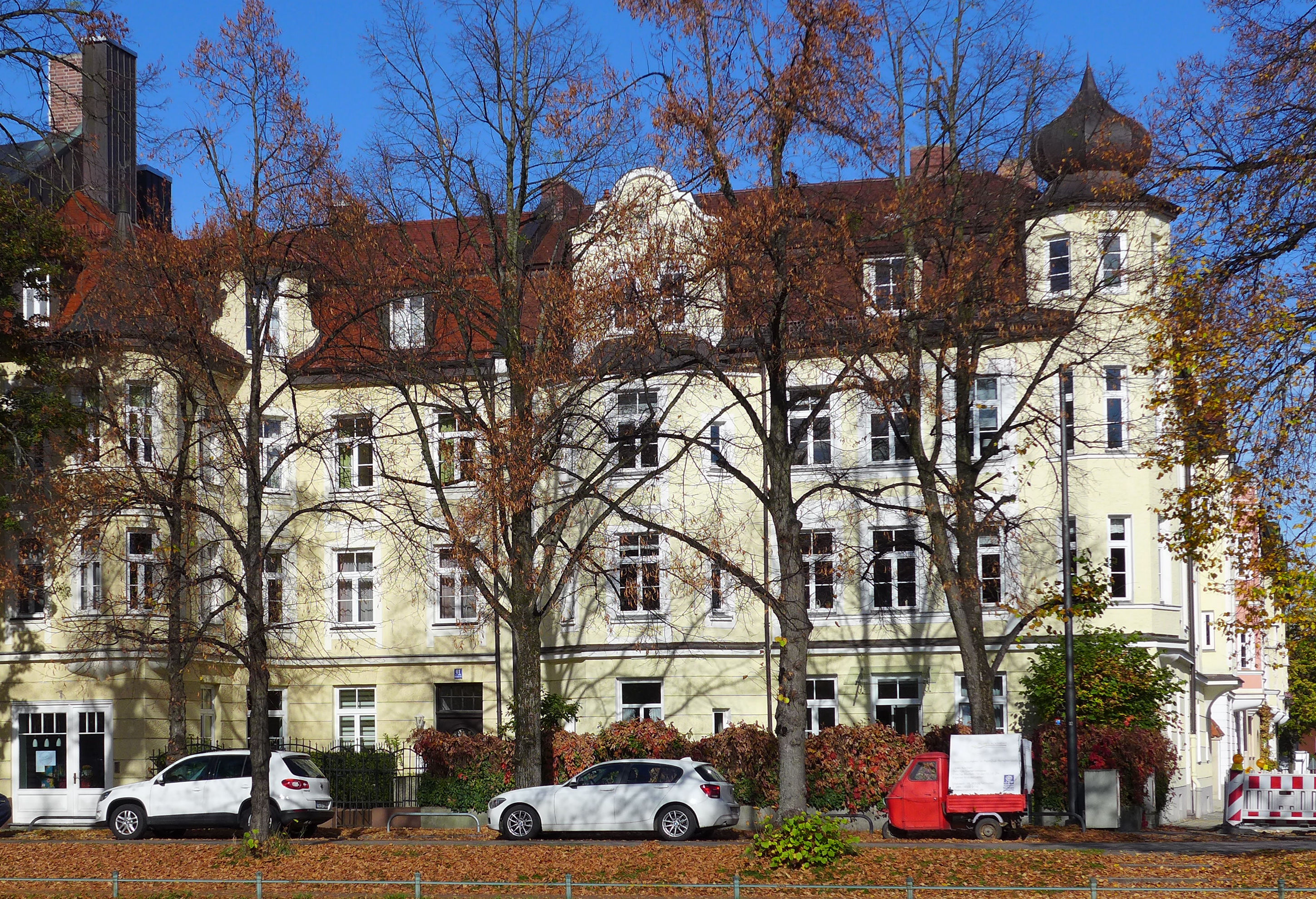
Nördliche Auffahrtsallee 61
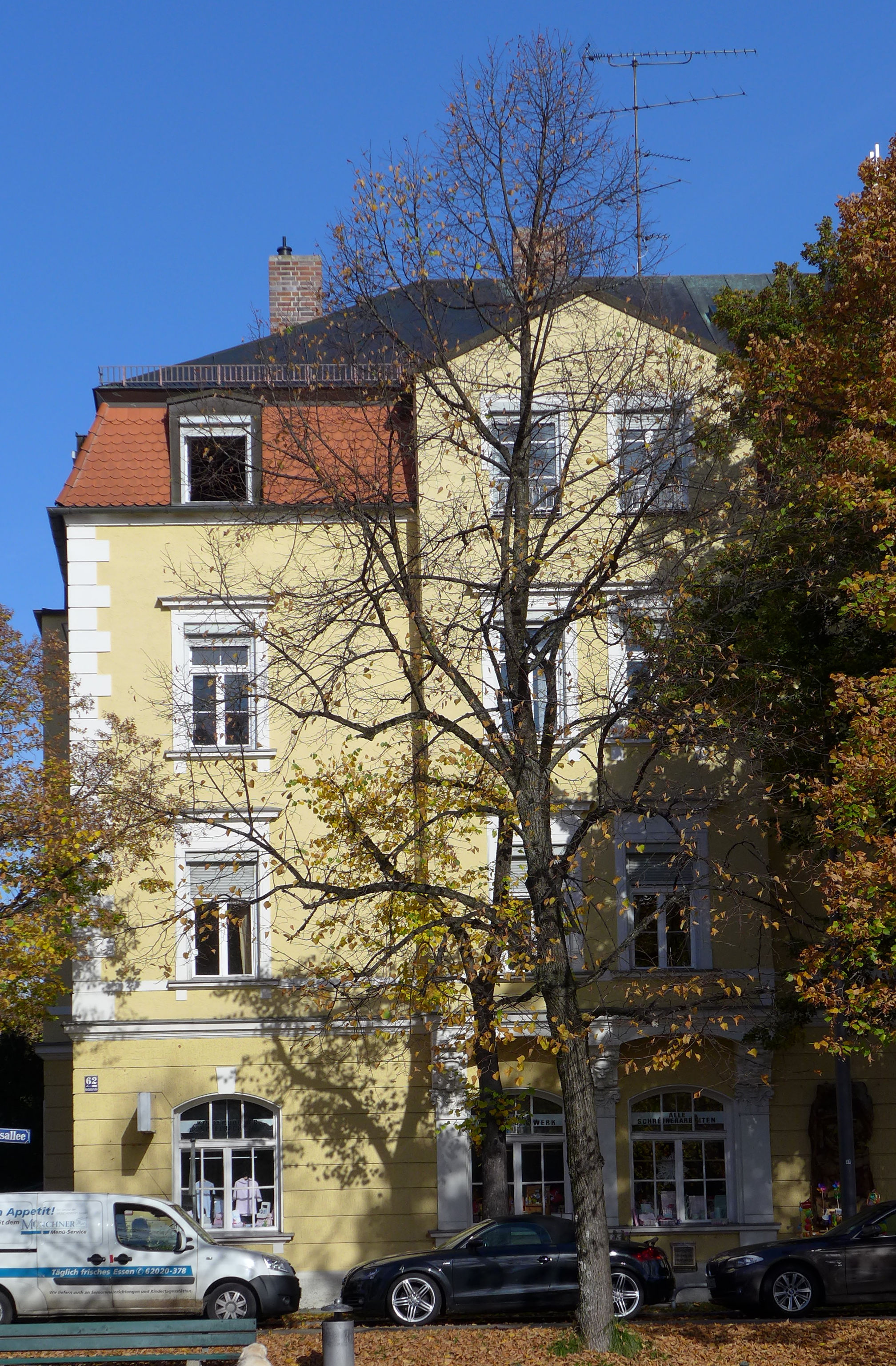
Nördliche Auffahrtsallee 62
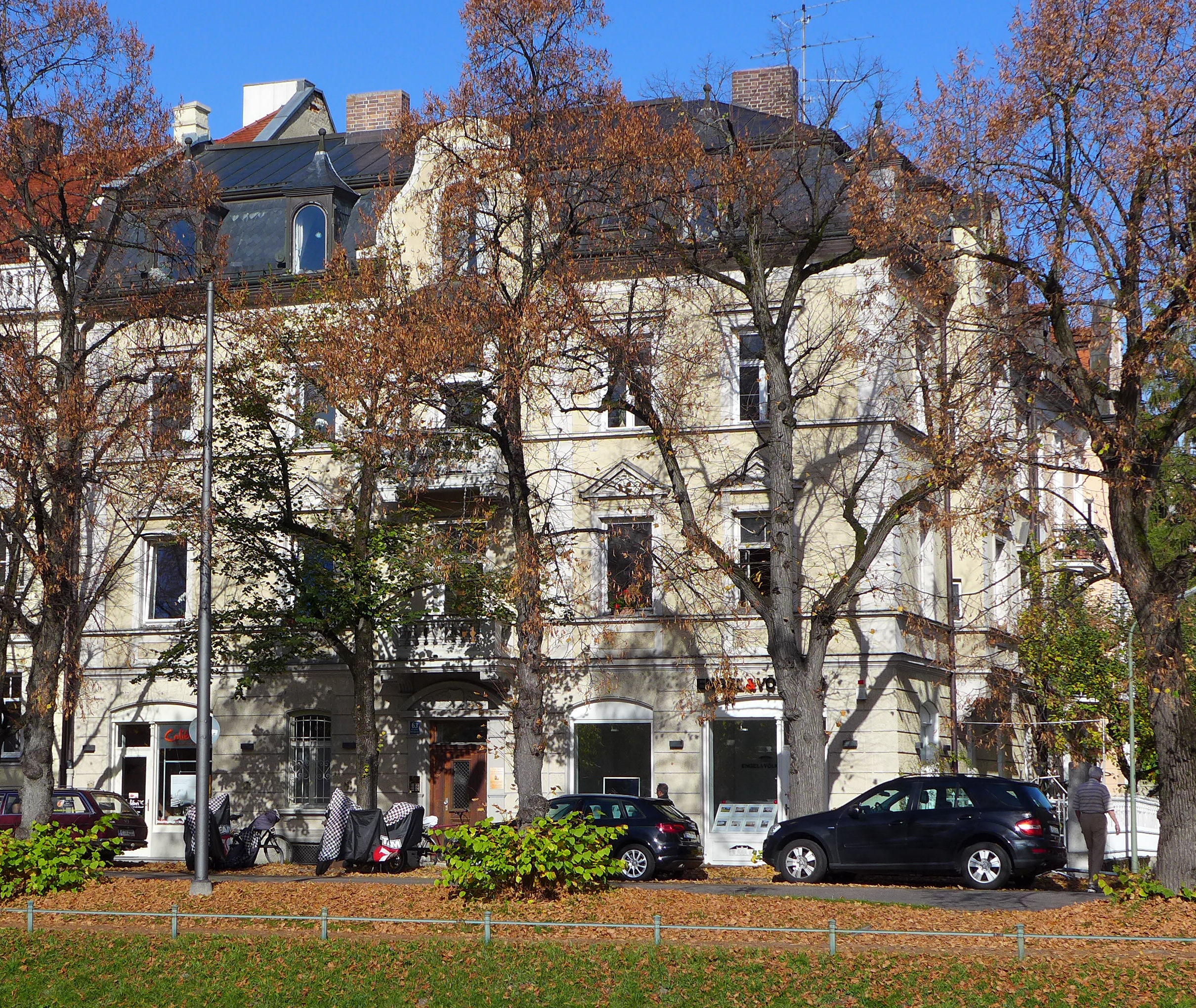
Nördliche Auffahrtsallee 63
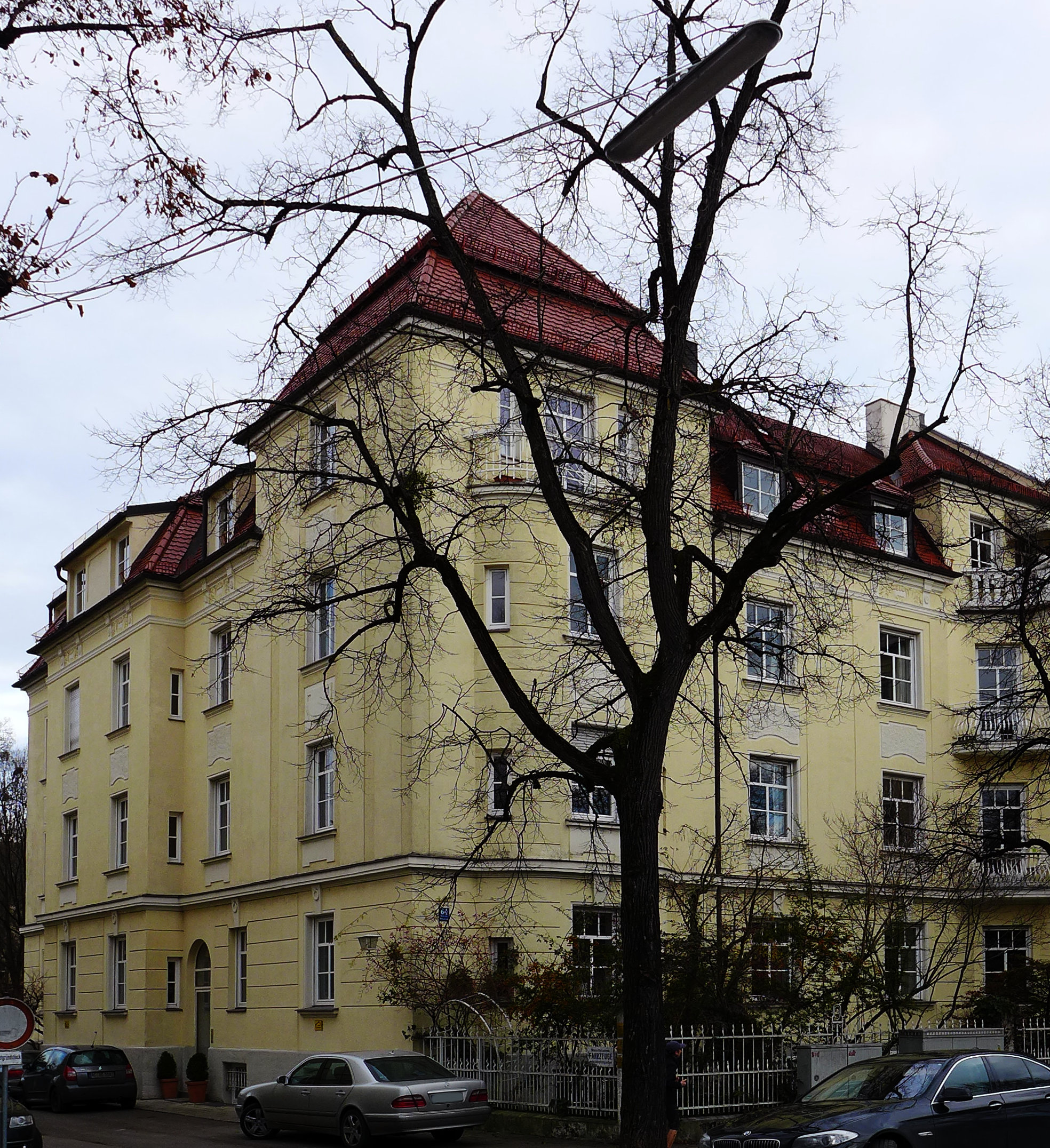
Nördliche Auffahrtsallee 64
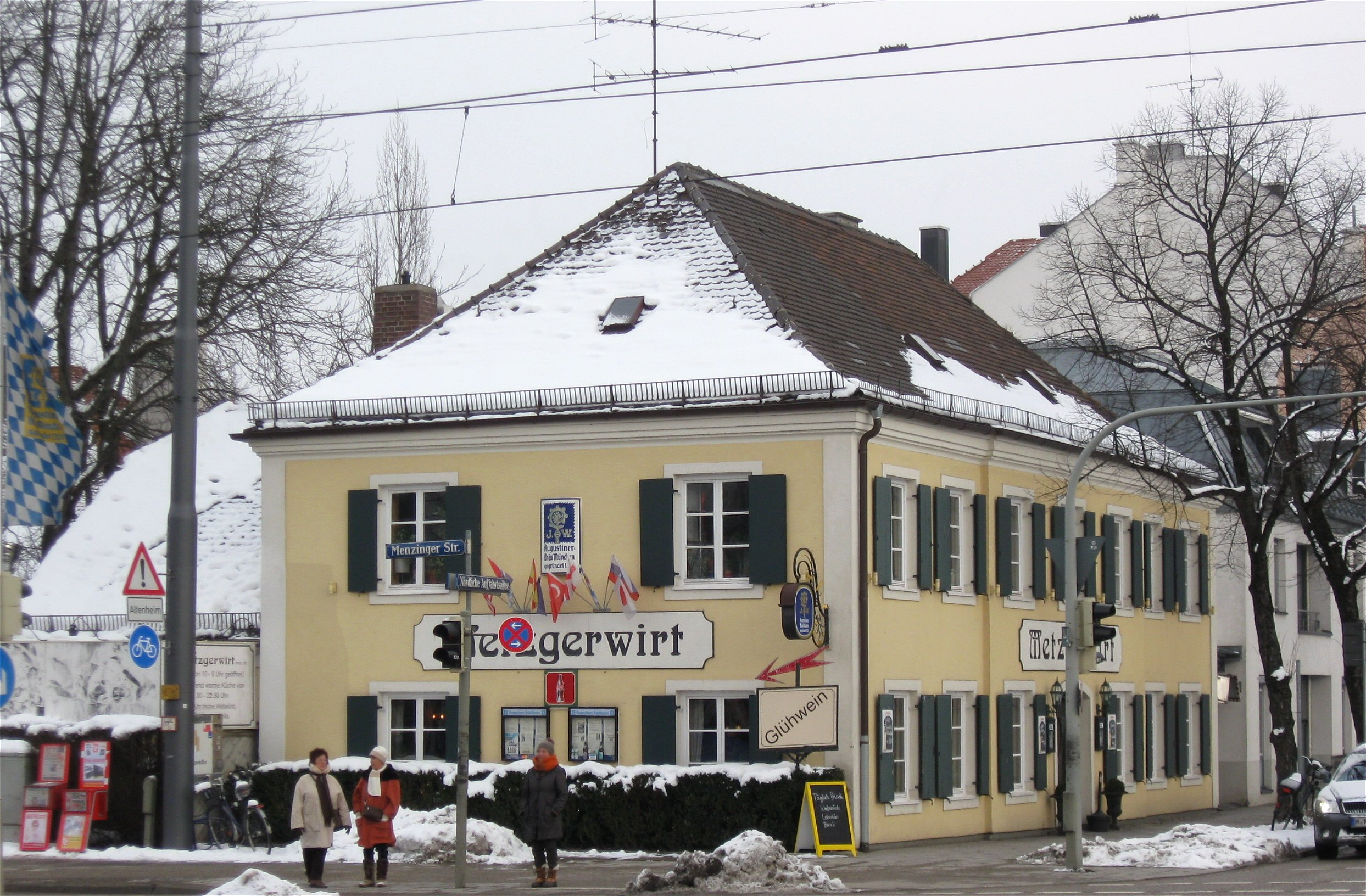
Nördliche Auffahrtsallee 69

## Plastiken
- Nr. 32: Mädchen mit Zweig (Bronze; auch Flora)[2], von Zenta Zizler